# 北京大学中国古代史研究中心
北京大学中国古代史研究中心，原名中国中古史研究中心，创立于1982年，是北京大学下属的学术研究机构。

## 历史
1978年，北京大学历史系邓广铭等教授提议建立唐宋史研究机构。1981年，历史系邓广铭、周一良、田余庆、宿白、王永兴五名教授联名提出建立“中国中古史研究中心”。1982年10月经教育部正式批准成立，“相当于系一级的研究所”，邓广铭出任中心首任主任。1999年，中心更名为“中国古代史研究中心”，将研究领域拓宽至整个中国古代史。2000年12月被评为教育部人文社会科学重点研究基地。2005年9月，被评为教育部“优秀基地”。

## 机构
中国古代史研究中心的研究机构包括：
- 中国古代政治与文化研究室
- 中国古代历史文献研究室
- 中国古代历史人文地理研究室
- 图书资料室
- 出土文献研究所（与北京大学考古文博学院共建）

## 历任主任
- 邓广铭
- 何芳川
- 王天有
- 张希清
- 阎步克
- 荣新江